# Amicia FitzWilliam
Amicia FitzWilliam, Countess of Hertford (* um 1170; † Januar 1225) war eine anglonormannische Adlige.
Amicia war die zweite Tochter von William FitzRobert, 2. Earl of Gloucester und von dessen Frau Hawise de Beaumont. Sie wurde um 1180 mit Richard de Clare, 3. Earl of Hertford verheiratet. Da Robert, der einzige Sohn ihres Vaters bereits 1166 gestorben war, war sie mit ihren beiden Schwestern eine der Erbinnen ihres Vaters, der die Honour of Gloucester sowie Glamorgan in Südwales besaß. Als ihr Vater 1183 starb, übernahm jedoch angesichts einer walisischen Revolte in Glamorgan König Heinrich II. die Verwaltung des Erbes. Amicias jüngere Schwester Isabel war seit 1176 mit Johann Ohneland, dem jüngsten Sohn des Königs verlobt. Nach dem Tod des Königs 1189 heiratete Johann seine Verlobte und übernahm selbst die Verwaltung von Glamorgan. Bereits 1199 trennte er sich jedoch wieder von ihr. Erst um diese Zeit übergab er seinem Schwager Richard de Clare Teile der Honour of Gloucester als Anteil des Erbes des Earls of Gloucester, behielt aber selbst den Großteil. 
Auch Amicia und ihr Mann Richard de Clare lebten ab 1200 getrennt. Amicia lebte danach zurückgezogen und hatte vermutlich nur noch wenig Kontakt zu ihren Kindern. Sie zeigte sich mildtätig und stiftete ein Hospital in Suffolk. Dazu tätigte sie Stiftungen für Stoke Priory bei Clare. Als ihre Schwester Isabel im Oktober 1217 kinderlos starb, erbte Amicia den Titel Countess of Gloucester. Obwohl er seit langem von ihr getrennt lebte, wurde ihr Mann durch sie alleiniger Erbe der Besitzungen ihres Vaters. Richard de Clare starb wenig später, so dass ihr ältester Sohn Gilbert der Erbe der Honour of Gloucester wurde. Erst nach ihrem Tod erbte er den Titel Earl of Gloucester sowie die dazu gehörenden Einkünfte aus Gloucestershire.

## Nachkommen
Amicia hatte mit ihrem Mann Richard de Clare mehrere Kinder, darunter:
- Gilbert de Clare, 4. Earl of Hertford, 4. Earl of Gloucester (um 1180–1230)
- Maud de Clare († nach 1220)
- Richard de Clare (um 1184–1228)